# Sociedad Colonial Alemana

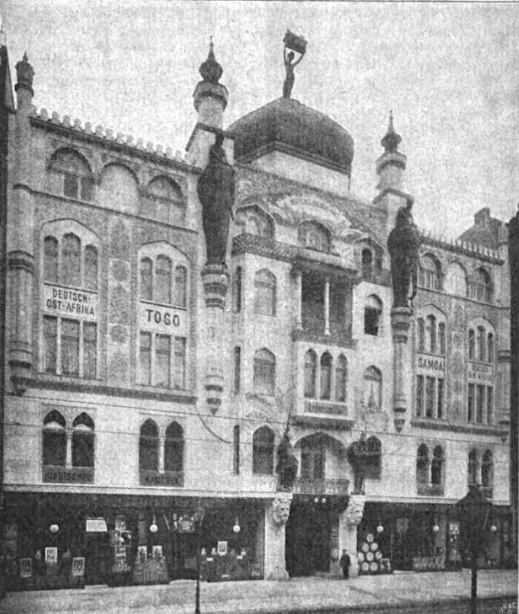
Deutsches Kolonialhaus, sede de la sociedad en Berlín, 1903.

La Sociedad Colonial Alemana (en alemán: Deutsche Kolonialgesellschaft) (DKG) fue una organización alemana formada el 19 de diciembre de 1887 para promover el colonialismo alemán. La Sociedad se formó mediante la fusión de la Asociación Colonial Alemana (Deutscher Kolonialverein; establecida en 1882 en Fráncfort) y la Sociedad para la Colonización Alemana (Gesellschaft für Deutsche Kolonialisation; establecida en 1884). La Sociedad tenía su sede en Berlín.
La Sociedad Colonial Alemana trabajó en estrecha cooperación con la Alldeutscher Verband y fue muy influyente en el Imperio Alemán. Entre sus líderes se encontraban Hermann de Hohenlohe-Langenburg, Carl Peters y varios miembros del parlamento. Tras su formación, la Sociedad tenía aproximadamente 15.000 miembros y para 1914 el número de miembros había aumentado a 42.000. El principal objetivo de la Sociedad era trabajar por una política colonial alemana más expansiva. A partir de 1916 se hicieron planes para un imperio colonial alemán en África, el llamado Deutsch-Mittelafrika, así como anexiones en el este de Asia. Después de que Alemania perdiera sus colonias al final de la Primera Guerra Mundial, la Sociedad se propagó para su reocupación.
La sociedad se hizo cargo del recientemente fundado Deutsches Kolonialmuseum en 1900. Afiliado a la sociedad se encontraban el Kolonialwirtschaftliches Komitee (est. 1896), el Hauptverband deutscher Flottenvereine im Ausland (est. 1898) y el Frauenbund der deutschen Kolonialgesellsellsaft (est. 1907) .
Cuando el partido nazi tomó el poder en Alemania, se decidió que se crearía una nueva Sociedad bajo su control directo. El 13 de junio de 1936, la Sociedad Colonial Alemana se disolvió y la propaganda colonial se convirtió en la tarea del Reichskolonialbund.